# فاروق (مرودشت)

فاروق شهری از توابع بخش سیدان شهرستان مرودشت در استان فارس است .

## گردشگری
```
فاروق با داشتن آب و هوایی دلپذیر و طبیعتی بهشتی سالیانه پذیرای بیش از ۲۰۰۰۰ نفر گردشگر خارجی و ایرانی است.فاروق دارای فضای گردشگری زیادی همچون باغ بدره،موزه سنگی،سرچشمه های قنات،کوچه باغ های قدیمی،اقامتگاه مش ماشالا،حاج مختار و سرچشمه است.فاروق دارای ۱۸ رشته است.
[
۲
]
```

## پیشینه
براساس اسناد تاریخی موجود «فاروق» یکی از شهرها و دروازه‌های استخر فارس بوده که در شش فرسخی تخت‌جمشیدودرفاصله۲۵ کیلومتری مرودشت واقع شده‌است. در کتاب تاریخی معجم البلدان که بیش از هشتصد سال پیش تألیف شده در مورد فاروق چنین آمده‌است: «فاروق از قریه‌های استخر فارس است، جماعتی از اهل علم و فضل به آن‌ها نسبت داده می‌شود.» همچنین فارس نامه ابن بلخی فاروق را در قرن ششم هجری قمری این گونه معرفی کرده‌است:
«... فاروق … شهرکی است و دیه‌های بزرگ و نواحی هوای آن سرد است، معتدل، و آب‌های روان خوش دارد و میوه باشد از هر نوع و نخجیرگاه است و سه آبادان است و به حومه آن جامع و منبر است.»
در کاخ تچر تخت‌جمشید در کتیبه‌ای به خط نسخ در شش سطر آمده‌است که فاروق توسط کالیجار نوه امیر عضدالدوله دیلمی در سال ۴۱۸ هجری

## زبان
زبان اصلی مردم این منطقه فارسی است و به‌طور کلی زبان و لهجه مردم تحت تأثیر رفت‌وآمدهای زیاد به شهر شیراز، نزدیک به لهجه شیرازی است. فاروقیان از نژاد آریایی، مسلمان و معتقد به مذهب شیعه دوازده امامی هستند.
اوضاع اقتصادی اهالی فاروق به‌طور کلی بر پایه کشاورزی شامل زراعت و باغداری و دامداری می‌باشد.
آنچه در میان محصولات باغی بیش از همه خودنمایی می‌کند و به فاروق شهرت ملی و جهانی داده‌است «انار» فاروق می‌باشد. انار شهوار فاروق در میان انواع انارها با توجه به دانه‌های بهشتی آن فاروق را به بهشت فارس تبدیل نموده‌است.
وجود کوچه باغ‌های باصفا، بافت قدیمی خانه‌های موجود در محله قدیم فاروق در میان باغات انار و گردو، پرنده‌ای نادر به نام بلبل آزاد که شبها فضای شهر و باغها را با صدای دلنشین خود خوش آهنگ می‌کند و مهمتر از همه وجود ۱۸ رشته قنات که علی‌رغم خشک سالی چند سال اخیر ۱۲ قنات هنوز فعالند و دوطبقه بودن برخی از این قنات‌ها آن‌ها را از دیگر قنوات در شهرها و روستاهای دیگر متمایز کرده‌است و نشانگر هوش و ذکاوت معماران ایرانی در اعصار گذشته بوده‌است، در کنار صدها ویژگی دیگر این شهر همواره جاذب گردشگران داخلی و بعضاً خارجی بوده‌است.

## کشاورزی
- میزان کل اراضی زیر کشت: ۱۳۲۵۰ هکتار[نیازمند منبع]
- میزان اراضی تحت اشغال باغات: ۱۷۵۰ هکتار[نیازمند منبع]
- میزان اراضی زیر کشت زراعی: ۱۱۵۰۰ هکتار[نیازمند منبع]
- محصولات عمده باغی:انار، انگور، بادام، گردو، سیب، هلو، زردآلو، خرمالو، زیتون، شفتالو.[نیازمند منبع]
- محصولات عمده زراعی: گندم(۶۰۰۰هکتار)، ذرت، گوجه فرنگی، جو، برنج، کلزا، خیارسبز، هویج، یونجه، چغندر قند، هندوانه.[نیازمند منبع]